# Lèmur ratolí de Berthe
El lèmur ratolí de Berthe (Microcebus berthae) és una espècie de primat endèmica de Madagascar, on viu al bosc de Kirindy, a l'oest de l'illa. Aquest lèmur té el pèl curt però espès. El dors és taronja i té una ratlla beix. Els flancs, les potes i la cua són blanquinosos, amb una capa de pèl inferior negra o grisosa. Al voltant dels ulls, té un anell prim de pèls negres que s'estén a banda i banda del musell fins al nas.
És el primat més petit conegut.